# Архиепархия Баменды
 Архиепархия Баменды  (лат. Archidioecesis Bamendana) — архиепархия Римско-Католической церкви с центром в городе Баменда, Камерун. В митрополию Баменды входят епархии Буэа, Кумбо, Кумбы, Мамфе.

## История
13 августа 1970 года Святой Престол учредил епархию Баменды, выделив её из епархии Буэа. В этот же день епархия Баменды вошла в митрополию Яунде.
18 марта 1982 года епархия Баменды передала часть своей территории в пользу возведения новой епархии Кумбо. В этот же день Римский папа Иоанн Павел II выпустил буллу «Eo magis catholica», которой возвёл епархию Баменды в ранг архиепархии.

## Ординарии архиепархии
- архиепископ Поль Мбийбе Вердзеков (13.08.1970 — 23.01.2006)
- архиепископ Корнелий Фонтем Эсуа (23.01.2006 — 30.12.2019)
- архиепископ Эндрю Нкеа Фуанья (с 30.12.2019 года — по настоящее время).

## Источник
- Annuario Pontificio, Ватикан, 2005
- Булла Eo magis catholica Архивная копия от 16 мая 2014 на Wayback Machine  (лат.)